# Adelheid Poninska
Adelheid Christine Friederike Amalie Gräfin Ponińska, geb. Gräfin zu Dohna-Schlodien (* 14. August 1804 in Kotzenau; † 9. Juni 1881 in Leipzig) war eine Sozialreformerin und Stadtplanerin.

## Leben
Adelheid war die Tochter des preußischen Offiziers und Großgrundbesitzers Wilhelm Burggraf und Graf zu Dohna-Schlodien (1769–1837) und der Friederike Gräfin von Reichenbach-Goschütz (1785–1839). 1841 heiratete sie Adolph Graf Poniński (1801–1878), mit dem sie sich 1869 in Leipzig niederließ, wo sie 1881 kinderlos starb.
Sie machte sich angesichts des vor allem durch die Landflucht während der Industrialisierung verursachten extremen Wachstums der Großstädte und der damit einhergehenden Wohnungsnot Gedanken um eine mögliche Abhilfe dieses Problems im Rahmen der Stadtplanung. Von ihr stammt das 1874 erschienene und viel beachtete Werk „Die Großstädte in ihrer Wohnungsnot und die Grundlagen einer durchgreifenden Abhilfe“, das sie allerdings aus der Sorge heraus, als Frau nicht ernst genommen zu werden, unter dem Pseudonym „Arminius“ veröffentlichte. In diesem Buch skizziert sie die mögliche Anlage von Gartenstädten und Wohnblocks mit weiten Innenhöfen, was der damaligen Bauweise von Mietskasernen mit zum Teil vier und mehr engen Hinterhöfen diametral entgegengesetzt war. Die Gedanken Poninskas wurden dann allerdings erst im 20. Jahrhundert, lange nach ihrem Tod, aufgegriffen und umgesetzt. Zwar zeigte man sich auch zunehmend im Bürgertum besorgt über die Wohnverhältnisse der Arbeiter, von denen man einen sittlichen Verfall befürchtete, doch standen einer durchgreifenden Änderung vor allem die Interessen der Wohnungsspekulanten entgegen, die von einer möglichst engen Bebauung am meisten profitierten.
Seit 1997 trägt eine Straße in Berlin-Staaken ihr zu Ehren den Namen „Adelheid-Poninska-Straße“. In der Gartenstadt Marienbrunn (Leipzig) wurden bereits 1913 ein Platz (Arminiushof) und eine Straße (Dohnastraße) nach ihr benannt.
Ihr Bruder, Graf Hermann zu Dohna-Schlodien (1809–1872), Herr auf Kotzenau, war als Reichstagsabgeordneter als der „rote Graf“ bekannt. Er veröffentlichte „Das Einkommen des Arbeiters“.

## Werke (Auswahl)
- Grundzüge eines Systemes für Regeneration der unteren Volksklassen durch Vermittlung der höheren. [Band 1]. Wigand, Leipzig 1854.
- Die Großstädte in ihrer Wohnungsnoth und die Grundlagen einer durchgreifenden Abhilfe. Duncker & Humblot, Leipzig 1874.
- Annunciata, die Lilie des Himalaja und ihre Mission im Deutschen Reiche. Ein Weckruf zu Lösung der brennenden christlich-socialen Aufgaben. [2 Bände]. Bremen, 1878 und Müller, Leipzig 1883.